# ГЕС Охау B
ГЕС Охау B — гідроелектростанція на Південному острові Нової Зеландії. Знаходячись між ГЕС Охау A та ГЕС Охау C, входить до складу каскаду у сточищі річки Waitaki, яка дренує східний схил Південних Альп та тече до впадіння у Тихий океан на східному узбережжі острова за шість десятків кілометрів на південь від Тімару.
Відпрацьована на станції Охау А вода потрапляє до сховища Ruataniwha з площею поверхні 4,1 км2 та об'ємом 49 млн м3, створеного на річці Охау за допомогою земляної греблі висотою 42 метри та довжиною 240 метрів. Звідси по правобережжю прямує підвідний канал ГЕС завдовжки 2,8 км.
Основне обладнання станції становлять чотири турбіни типу Френсіс потужністю по 55 МВт, які при напорі у 48 метрів забезпечують виробництво 970 млн кВт-год електроенергії на рік.
Відпрацьована вода потрапляє у продовження дериваційного каналу, що веде на станцію Охау С.